# Ceryx ceylonica
Ceryx ceylonica är en fjärilsart som beskrevs av Embrik Strand 1917. Ceryx ceylonica ingår i släktet Ceryx och familjen björnspinnare. Inga underarter finns listade i Catalogue of Life.